# 巴斯尼贝利马
巴斯尼贝利马（Basni Belima），是印度拉贾斯坦邦Nagaur县的一个城镇。总人口21557（2001年）。

## 人口
该地2001年总人口21557人，其中男性10751人，女性10806人；0—6岁人口4407人，其中男2316人，女2091人；识字率54.21%，其中男性为68.24%，女性为40.26%。